# Pol de Mont
Ne doit pas être confondu avec Paul De Mont, son neveu.
Pol de Mont est un écrivain et un poète belge de langue néerlandaise.

## Biographie
Pol de Mont est né à Wambeek dans le Pajottenland, près de Bruxelles.
Après avoir poursuivi des études secondaires en français à Ninove, il fréquenta le petit séminaire de Malines. Il y écrivit ses premiers poèmes et donna à l’impression Klimoprankske, son premier recueil, en 1875. Deux ans plus tard, il partit étudier le droit à l’université de Louvain. Avec Albrecht Rodenbach, il y fonda le journal estudiantin Het Pennoen (« Le Pennon »).
Son recueil Gedichten, couronné du prix d’État quinquennal de littérature flamande, fut publié en 1880. L'année suivante il cofonde le cercle Yong Vlandereen (« Jeune Flandres »).
Pol de Mont débuta sa vie professionnelle en tant que professeur à l’athénée d’Anvers, où il compta parmi ses élèves Alfons de Ridder, l’écrivain connu ensuite sous le nom de plume de Willem Elsschot. Il rejoint le cercle De Scalden.
En 1904, De Mont fut nommé conservateur du musée royal des beaux-arts d'Anvers. L’année suivante, il fut l’un des fondateurs de la revue De Vlaamse Gids. En 1919, il quitta son poste de conservateur après qu’il eut été accusé d’activisme dans la presse.
Pol de Mont fut le rédacteur en chef du journal flamingant De Schelde. Parmi ses collaborateurs, il y eut Paul van Ostaijen et Alice Nahon.
Une de ses chansons, mise en musique par Jos de Klerk, est incorporée dans le chansonnier populaire intitulé Kun je nog zingen, zing dan mee. Les premiers vers sont : Gaan wandelen dat staat ons aan.

## Œuvres
- 1879 – Rijzende sterren
- 1880 – Gedichten
- 1881 – Lentesotternijen
- 1882 – Idyllen
- 1882 – Loreley
- 1884 – Idyllen en andere gedichten
- 1885 – Fladderende vlinders
- 1893 – Claribella
- 1894 – Iris
- 1896 – Dit zijn Vlaamsche wondersprookjes
- 1898 – Dit zijn Vlaamsche vertelsels
- 1901 – Drie groote Vlamingen
- 1901 – Vlaamsche schilders der negentiende eeuw
- 1921 – De schilderkunst in België van 1830 tot 1921
- 1922 – Zomervlammen
- 1932 – Bloemlezing uit zijn poëzie
- 1942 – Keurbladzijden uit het werk

## Récompenses et distinctions
- 1880 : Staatsprijs voor Letterkunde pour Gedichten